# 未上夕二
未上 夕二（みかみ ゆうじ、1973年 - ）は、日本の小説家、鍼灸師。大阪府生まれ。

## 来歴
駒澤大学文学部英米文学科卒業。大学卒業後は会社員を経て、鍼灸治療院を経営。
2014年3月、『心中おサトリ申し上げます』で第5回野性時代フロンティア文学賞受賞し、兼業小説家デビューする。

## 評価
文芸評論家の北上次郎は、野性時代フロンティア文学賞受賞作の『心中おサトリ申し上げます』を読み、「奇想天外で軽妙で、そして物悲しくて最後には温かな気持ちになるという物語」と評し、未上自身については「才能豊かな新人」と評している。2作目となる『鍼灸日和』に対しても「元気が出てくる小説」「家族小説のニューウェーブ」と評価する。

## 受賞
- 2014年3月、第5回野性時代フロンティア文学賞（「心中おサトリ申し上げます」）[3]

## 著書
- 心中おサトリ申し上げます（2014年8月28日、角川書店、ISBN 9784041019870）
- 鍼灸日和（2017年11月30日、角川書店、ISBN 9784041057186）
- ハッピーリフォーム（2021年10月29日、角川書店、ISBN 9784041112519）
  - お役に立ちます! 二級建築士 楠さくらのハッピーリフォーム（2023年2月24日、角川文庫、ISBN 9784041126059）